# Rudki (Ukraina)
Rudki (ukr. Рудки, Rudky) – miasto na Ukrainie, w obwodzie lwowskim, w rejonie samborskim. Przed 1945 w Polsce, w województwie lwowskim, siedziba powiatu rudeckiego.
Rudki leżą nad potokiem Wiszenka.
W 1876 w kościele Wniebowzięcia Najświętszej Maryi Panny w Rudkach pochowany został Aleksander Fredro.

## Historia
Miasto założone zostało pod koniec XIV wieku. W 1400 r. erygowana została parafia łacińska pw. św. Wojciecha, fundacji Ścibora, podległa diecezji przemyskiej W roku 1550 pod wpływem ruchów reformatorskich kościół został zamieniony na zbór kalwiński.
W roku 1655 Andrzej Stano h. Gozdawa,syn Jerzego (współdziedzica Rudek) i Zofii Fredro, współwłaściciel Rudek, podkomorzy sanocki, rozpoczął budowę nowego kościoła, ale prace przerwał najazd szwedzki. W roku 1728 powstał nowy murowany kościół fundacji Urbańskich. Do roku 1742 właścicielem miasta był Ignacy Urbański z Urbanic, który odsprzedał miasto Fredrom herbu Bończa.
Dziedzicem  Rudek był Jacek Fredro herbu Bończa (ur. 1770 w Hoczwi, zm. 1828), ojciec Aleksandra Fredry. Tu po wyprawie napoleońskiej powrócił komediopisarz Aleksander Fredro, który napisał: Napoleon na Elbę, a ja prosto do Rudek.
Po pierwszym rozbiorze Polski (1772) wcielone do monarchii Habsburgów, następnie do Cesarstwa Austrii. Pozostawało w jego składzie na terytorium kraju koronnego Galicji do upadku Austro-Węgier (1918).
Od 1 listopada 1918 do maja 1919 pod administracją Zachodnioukraińskiej Republiki Ludowej, od maja 1919 do 15 marca 1923 pod tymczasową administracją Polski, zatwierdzoną przez paryską konferencję pokojową 26 czerwca 1919. Rada Ambasadorów suwerenność Polski nad terytorium Galicji Wschodniej uznała 15 marca 1923.
Od roku 1872 przez miasto prowadzi ważna linia kolejowa łączącą Lwów z Budapesztem tzw. Pierwsza Węgiersko-Galicyjska Kolej Żelazna. W roku 1880 było w miasteczku 2582 mieszkańców (w tym m.in. 1352 Żydów, 945 Polaków).
Do roku 1918 Rudki były miastem powiatowym oraz siedzibą starostwa w austriackiej prowincji Galicja, a w czasie dwudziestolecia międzywojennego siedzibą władz powiatowych i sądu powiatowego (sąd okręgowy miał siedzibę w Samborze).
Do roku 1939 Rudki pozostawały w posiadaniu rodu Fredrów.
W roku 1938 miasto liczyło ok. 3500 mieszkańców. Istniała parafia katolicka pw. Wniebowzięcia Najświętszej Marii Panny in loco, cerkiew pw. Narodzenia NMP oraz synagoga.
Po agresji ZSRR na Polskę 17 września 1939 r. miasto zostało okupowane przez Armię Czerwoną i anektowane przez ZSRR. 
W obliczu ataku Niemiec na ZSRR NKWD aresztowało w Rudkach około 80 osób (według źródeł ukraińskich i niemieckich byli to wyłącznie Ukraińcy) i wywiozło w nieznanym kierunku. W pobliskim lasku odnaleziono później dziewięć zwłok (według innej wersji trzy), części osób prawdopodobnie udało się zbiec, los pozostałych jest nieznany. Źródła niemieckie oszacowały liczbę ofiar NKWD w Rudkach i pobliskim Komarnie na około dwieście, co Kai Struve uważa za liczbę zawyżoną. Według raportu Einsatzgruppe 5 lipca 1941 miejscowi Ukraińcy podpalili synagogę i żydowskie domy, doszło także do egzekucji 15 Żydów. Według świadectwa żydowskiego rozstrzelano 39 Żydów a sprawcą egzekucji było Gestapo.
Pod okupacją niemiecką w latach 1941–1944 Rudki zostały pozbawione praw miejskich, stając się siedzibą gminy wiejskiej Rudki.
Od czerwca 1941 do lipca 1944 pod okupacją Wehrmachtu, wcielony do Generalnego Gubernatorstwa w składzie Dystryktu Galicja. Od lipca 1944 do 16 sierpnia 1945 ponownie okupowane przez Armię Czerwoną. 
Podczas okupacji hitlerowskiej, 1 grudnia 1942 roku Niemcy utworzyli getto dla żydowskich mieszkańców. Przebywało w nim około 2500. 9 kwietnia 1943 roku Niemcy ostatecznie zlikwidowali getto. Żydów wywieziono do obozu zagłady w Bełżcu, zabito wielu na miejscu.  
W latach 1943–1945 nacjonaliści ukraińscy z OUN - UPA zamordowali tutaj w różnych okolicznościach 17 Polaków, w tym byłego burmistrza miasta inż. Bogdana Zbrożka. W tym czasie miasto było schronieniem dla wielu mieszkańców okolicznych wiosek, uciekającymi przed napadami UPA.
Po konferencji jałtańskiej (4–11 lutego 1945), wyłoniony w konsekwencji jej ustaleń Tymczasowy Rząd Jedności Narodowej podpisał 16 sierpnia 1945 umowę z ZSRR, uznając nieco zmodyfikowaną linię Curzona za wschodnią granicę Polski, w oparciu o porozumienie o granicy zawarte pomiędzy PKWN i rządem ZSRR 27 lipca 1944. W konsekwencji umowy wschodnią część województwa lwowskiego (w tym Rudki) włączono do Ukraińskiej Socjalistycznej Republiki Radzieckiej w składzie ZSRR. Od 1991 na terytorium niepodległej Ukrainy. 
W 1989 r. zdewastowany kościół w Rudkach został zwrócony katolikom, którzy przy wsparciu finansowym z Polski przystąpili do jego renowacji. W 1991 r. rzymskokatolicka parafia w Rudkach została włączona w struktury archidiecezji lwowskiej. Prowadzą ją księżą diecezjalni. Na terenie parafii powstał klasztor sióstr sercanek, które zajmują się m.in. katechezą.

## Związani z Rudkami
- Maksymilian Dudryk – urodził się w 1885 w Rudkach, polski działacz sportowy i turystyczny, taternik, fotograf, z zawodu inżynier dróg i mostów oraz architekt
- Mieczysława Ruxerówna – urodziła się w 1891 w Rudkach, polska uczona i profesor Uniwersytetu Poznańskiego.
- Tadeusz Żyborski – urodził się w 1894 w Rudkach, ppłk. dypl. WP, dowódca 14 Dywizjonu Artylerii Konnej, który w składzie SGO Polesie walczył w kampanii wrześniowej w ostatniej bitwie pod Kockiem i po kapitulacji 4.10.1939 był internowany w Oflagu VII A w Murnau. Po wojnie - zasłużony działacz i przewodnik PTTK, popularyzator pomników polskości na Opolszczyźnie.
- Józef Pelc - urodził się w 25.01.1898 roku w Rudkach, major WP, dowódca I batalionu 74 Górnośląskiego pułku piechoty, który w kampanii polskiej 1939 roku walczył pod Lublińcem i Złotym Potokiem, zginął w boju pod Ciepielowem 08.09.1939 roku, Kawaler Orderu Wojennego Virtuti Militari, pośmiertnie awansowany na podpułkownika 08.11.2024 roku.